# Ben Kiernan
Benedict F. Kiernan, detto Ben (1953), è uno storico australiano naturalizzato statunitense.
Presso l'Università di Yale è professore emerito di storia nella cattedra intitolata a Alfred Whitney Griswold, professore di Studi Internazionali e d'Area, direttore del Programma di Studi sul Genocidio.

## Biografia
Poco più che ventenne, Kiernan visitò la Cambogia, ma se ne andò prima che i Khmer rossi espellessero tutti gli stranieri nel 1975. Tre anni più tardi, dopo aver iniziato una serie di interviste con diverse centinaia di rifugiati cambogiani, cambiò radicalmente opinione circa il genocidio che veniva perpetrato nella Kampuchea Democratica. Appresa la lingua khmer, svolse ricerche in Cambogia e tra i rifugiati all'estero, e da allora redasse molti libri sull'argomento.
Dal 1980 in poi, Kiernan collaborò con Gregory Stanton per assicurare i Khmer rossi alla giustizia internazionale. Conseguì il dottorato di ricerca presso la Monash University in Australia nel 1983, sotto la supervisione di David P. Chandler. Nel 1990 entrò a far parte del dipartimento di storia dell'Università di Yale e, quattro anni dopo, diede vita al pluripremiato programma sul genocidio cambogiano presso lo Yale Center for International and Area Studies. Nel '98 fondò il programma di studi comparativo sul genocidio. Nel primo decennio del XXI secolo, Kiernan insegnò corsi di storia sul sud-est asiatico, la guerra del Vietnam e i genocidi perpetrati attraverso i secoli.
Nel 1995, un tribunale dei Khmer rossi ha incriminato, processato e condannato Kiernan in contumacia per "aver perseguito e terrorizzato i patrioti della resistenza cambogiana".

## Pubblicazioni selezionate e premi
Il suo libro del 2007 intitolato Blood and Soil: A World History of Genocide and Extermination from Sparta to Darfur, edito dalla Yale University Press, ricevette l'anno seguente la medaglia d'oro della US Independent Publishers Association come miglior lavoro di storia pubblicato nel 2007, e il premio biennale tedesco Sybil Halpern Milton Memorial Book Prize della Studies Association come miglior libro del biennio 2007-2008 che tratta della Germania nazista e dell'Olocausto nel suo contesto più ampio, coprendo i campi della storia, delle scienze politiche e delle altre scienze sociali, della letteratura, dell'arte e della fotografia.
Nel giugno 2009, la traduzione tedesca del libro intitolato Erde und Blut: Völkermord und Vernichtung von der Antike bis heute ha vinto il primo posto nel premio tedesco del libro per il mese dedicato alla saggistica (Die Sachbücher des Monats).

## Opere principali
- Ben Kiernan, Social Cohesion in Revolutionary Cambodia, in Australian Outlook, vol. 30, n. 3, dicembre 1976,  pp. 371-386, DOI:10.1080/10357717608444576.
- Ben Kiernan, Vietnam and the Governments and People of Kampuchea, in Bulletin of Concerned Asian Scholars, vol. 11, n. 4, ottobre–December 1979,  pp. 19-25, DOI:10.1080/14672715.1979.10424016.
- Ben Kiernan e Chanthou Boua, Peasants and Politics in Kampuchea, 1942–1981, Zed Books Ltd., 1981.
- Ben Kiernan, How Pol Pot Came to Power: Colonialism, Nationalism, and Communism in Cambodia, 1930–1975, Yale University Press, 2004, ISBN 0-300-10262-3.
- Ben Kiernan, Cambodia: The Eastern zone Massacres, 1986.
- (FR) Ben Kiernan, Cambodge: Histoire et enjeux [Cambodia: History and challenges], 1986.
- Ben Kiernan, The Pol Pot Regime: Race, Power and Genocide in Cambodia under the Khmer Rouge, 1975–1979, Yale University Press, 2002, ISBN 0-300-09649-6.
- (FR) Ben Kiernan, Le Génocide au Cambodge, 1975–1979: Race, idéologie, et pouvoir [The Genocide in Cambodia, 1975–1979: Race, Ideology, and Power], 1998.
- Ben Kiernan, Blood and Soil: A World History of Genocide and Extermination from Sparta to Darfur, Yale University Press, 2007, ISBN 978-0-300-10098-3.
- Ben Kiernan, Genocide and Resistance in Southeast Asia: Documentation, Denial, and Justice in Cambodia and East Timor, Transaction Publishers, 2007, ISBN 978-1-4128-0668-8.
- Ben Kiernan, Viet Nam: A History from Earliest Times to the Present, Oxford University Press, 2017, ISBN 9780190627300.